# Rajd Dakar 2002
Rajd Dakar 2002 (Rajd Paryż - Dakar 2002) – dwudziesta czwarta edycja terenowego Rajdu Dakar, która odbyła się na trasie Arras – Madryt – Dakar. Rajd rozpoczęto 28 grudnia 2001, a zakończono 13 stycznia 2002. W kategorii samochodów tryumfował Japończyk Hiroshi Masuoka, w kategorii motocykli - Włoch Fabrizio Meoni, zaś w kategorii ciężarówek - Rosjanin Władimir Czagin. W tej edycji rajdu wystąpiła także Martyna Wojciechowska z pilotem Jarosławem Kazberukiem – zajmując ostatecznie 44. pozycję w kategorii samochodów.